# San Trifone in Posterula
San Trifone in Posterula var en kyrkobyggnad och titelkyrka i Rom, helgad åt den helige martyren Trifonis. Kyrkan var belägen vid Via della Scrofa i Rione Sant'Eustachio.
Tillnamnet ”Posterula” syftar på en av de öppningar i flodmuren, vilka gav tillträde till Tibern.

## Kyrkans historia
Enligt traditionen uppfördes kyrkan år 717. År 1006 byggdes kyrkan om och gavs en basilikal grundplan på initiativ av Roms stadsprefekt Johannes Crescentius. Genom påve Johannes XVIII:s försorg fördes den helige Trifonis reliker till kyrkan. År 1287 förlänade påve Honorius IV kyrkan och kringliggande mark åt augustinereremiter, vilka ämnade uppföra en ny kyrka åt den helige Augustinus. Den 11 april 1424 överfördes den heliga Monikas reliker från Ostia till San Trifone.
Kyrkan San Trifone in Posterula revs år 1746 i samband med tillbyggnaden av augustinereremiternas kloster, efter ritningar av arkitekterna Luigi Vanvitelli och Carlo Murena.

## Omnämningar i kyrkoförteckningar
| Katalog                      | År         | Benämning                                       |
| ---------------------------- | ---------- | ----------------------------------------------- |
| Catalogo di Cencio Camerario | 1192       | sco. Trifo                                      |
| Il Catalogo Parigino         | cirka 1230 | s. Triphon                                      |
| Il Catalogo di Torino        | cirka 1320 | Ecclesia sancti Triphi, que est capella papalis |
| Il Catalogo del Signorili    | cirka 1425 | sci. Trifonis                                   |

## Titelkyrka
San Trifone stiftades som titelkyrka av påve Pius V år 1566. Titelvärdigheten upphävdes av påve Sixtus V är 1587.

### Kardinalpräster
- Antoine de Créqui Canaples: diaconia pro hac vice, 13 mars 1566 – 20 juni 1574
- Titelvärdigheten upphävd: 1587